# متصلبات المرتكز
متصلبات المرتكز (تسمية ثنائية:†Scleromochlidae) هي فصيلة منقرضة تتبع مشطيات القدم الطيرية من أركوصورات الشكل الصغيرة من أواخر العصر الثلاثي. تحتوي الفصيلة على جنس وحيد هو متصلب المرتكز.